# Doris Kahane
Doris Kahane (geboren am 24. Oktober 1920 in Berlin als Doris Machol; gestorben am 7. Oktober 1976 in Ost-Berlin) war eine deutsche bildende Künstlerin. Den Nationalsozialismus überlebte sie im Exil in Frankreich und war ab 1940 Mitglied der Résistance. Nach der Befreiung kehrte sie nach Ostberlin zurück und wirkte als Künstlerin der DDR. Neben Grafiken und Illustrationen schuf sie Porträts von Zeitgenossen. Einflussreich für ihren Stil war ihr Lehrer an der Kunsthochschule Weißensee Arno Mohr.

## Leben
Doris Kahane wurde als erstes von zwei Kindern des Ingenieurs Heinz Josef Machol und dessen Ehefrau Minna Mathilde Emilie Machol, geb. Grabowski, geboren. Die Ehe wurde 1926 geschieden. Ihr Großvater, Hermann Machol, war Schularzt von Pankow-Schönhausen. Sie ist die Großnichte von Victor Klemperer. Ihre Großmutter Hedwig Machol, geb. Klemperer, starb mit 21 Jahren an den Folgen der Geburt ihres Vaters Heinz.
Ihre künstlerische Ausbildung begann sie an der angesehenen privaten Schule Reimann. Ihre Mutter emigrierte mit den Kindern 1933 (oder 1936) aus dem nationalsozialistischen Deutschland. Sie lebten auf Mallorca und in Barcelona, wo Doris Machol zur Schule ging, bevor sie nach Paris zogen. 1938 nahm sie ein Kunststudium an der Académie Julian auf, die 1939 geschlossen wurde. Mit Beginn des Zweiten Weltkriegs galt sie in Frankreich, da sie Deutsche war, als étranger indésirable (unerwünschter Ausländer) und wurde 1940 in ein Internierungslager in Südfrankreich gebracht, von wo es ihr gelang zu entkommen. Sie lebte fortan illegal und konnte sich mit kleinen Auftragsarbeiten für Zeichnungen und Malereien durchschlagen. In Cassis und Marseille fand sie Anschluss an ein Milieu anderer bildender Künstler, über die sie in Kontakt mit der Résistance kam. Sie trat der kommunistischen Travail allemand bei, deren Nachfolgeorganisation ab 1943 das Comité „Allemagne libre“ pour l’Ouest der Freien Deutschen Bewegung war, und beteiligte sich an der antifaschistischen Propaganda gegen die deutsche Besatzungsarmee. Sie gehörte zu den wenigen deutschsprachigen Künstlern im Untergrund, die in die Résistance gingen und neben anderen Aufgaben auch Flugblätter illustrierten und zum Fälschen von Dokumenten beitrugen. 1944 wurde sie von der NS-Sicherheitspolizei in Marseille verhaftet und in dem Sammellager Drancy interniert, bis es am 18. August 1944 befreit wurde.

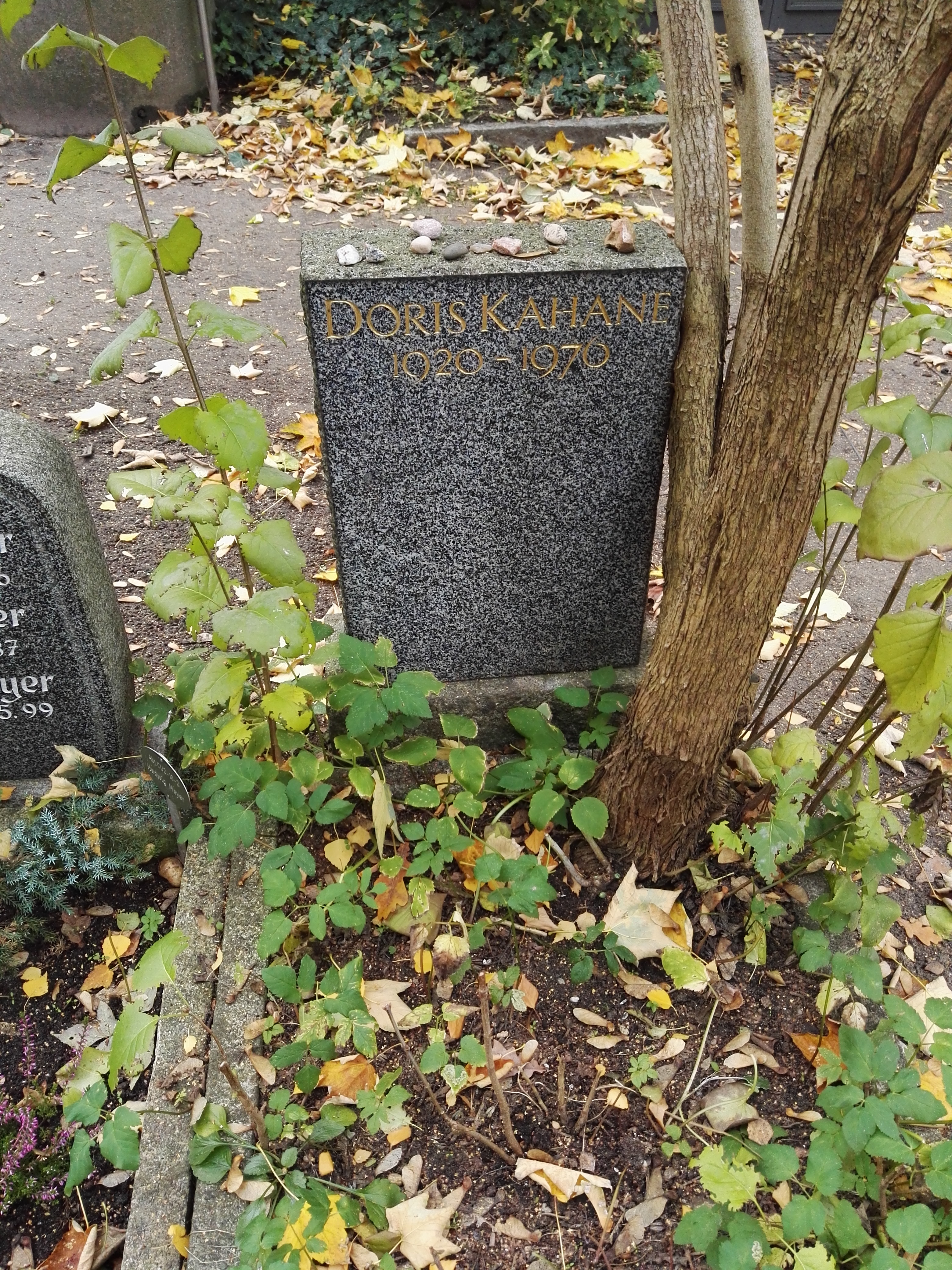
Grabstätte auf dem Friedhof der Dorotheenstädtischen und Friedrichswerderschen Gemeinden

Sie kam im Oktober 1945 als überzeugte Kommunistin nach Ost-Berlin zurück. In der DDR wurde sie als „politisch und rassisch“ Verfolgte des Naziregimes (VdN) eingestuft. Sie heiratete den Journalisten Max Kahane. Gemeinsam hatten sie drei Kinder, einen 1948 geborenen Sohn, Peter Kahane und die 1954 geborene Tochter Anetta Kahane. In den ersten Jahren nahmen sie Haushalt und Kindererziehung in Anspruch. Von 1951 bis 1955 studierte sie an der Kunsthochschule Berlin-Weißensee. Sie arbeitete als freie Künstlerin, an der Karl-Marx-Allee hatte sie ein eigenes Atelier.
Die Familie zog 1957 für drei Jahre nach Neu-Delhi, wo Max Kahane als Auslandskorrespondent für Zeitungen der DDR tätig war. Zweimal reiste sie als Dolmetscherin nach Vietnam. 1962/1963 verbrachte sie neun Monate mit ihrem Mann und ihrer Tochter in Brasilien. Als eine Vertreterin der „Kulturschaffenden“ der DDR hielt sie sich in den 1960er und 70er Jahren mehrmals auch in anderen Ländern Lateinamerikas auf. Bis zu ihrem Tod mit 55 Jahren lebte sie mit ihrer Familie in Berlin-Pankow. Sie wurde auf dem Friedhof der Dorotheenstädtischen und Friedrichswerderschen Gemeinden in Berlin-Mitte beigesetzt.

## Werk
Doris Kahane malte, war als Grafikerin sowie Keramikerin tätig, illustrierte Bücher mit Holzschnitten und gestaltete Plakate.
Ihre Eindrücke von allen Stadien des Emigrantendaseins und im Lager Drancy hielt sie in Skizzen fest, die sie später ausarbeitete. Es entstanden eine Serie von Zeichnungen mit dem Titel Menschen im Lager sowie Studien von Kindern, die gleich nach ihrer Ankunft im Lager von den Eltern getrennt wurden, wie die Zeichnung Abtransport jüdischer Kinder nach Auschwitz, Drancy 1944. Ihre Bilder mit Bezug zu dieser Zeit zeugten, so Rita Thalmann, von ihrem intensiven Leiden, das möglicherweise zu ihrem frühen Tod beigetragen habe.
Zwischen 1960 und 1970 förderte die DDR-Führung den Austausch zwischen Künstlern und Intellektuellen der DDR und denen Lateinamerikas, der neben kulturellen und kulturpolitischen Interessen vor allem ideologischen Zielsetzungen diente. Doris Kahane zählte zu denjenigen Künstlern, die das Ausland bereisen durften und die Möglichkeit erhielten sich über einen längeren Zeitraum in einem lateinamerikanischen Land weiterzubilden. Berichte von diesen Reisen mussten beim Ministerium für Kultur vorgelegt werden. Sie unternahm ausgedehnte Studienreisen nach Chile, Ecuador, Kuba und Argentinien. Im Verlauf ihrer Kuba-Reise von 1966 schuf sie das Ölgemälde Kubanische Studentin (Nancy), ein Porträt der kubanischen Künstlerin Nancy Torres. Die Landschaft Kubas inspirierte ostdeutsche Künstler wie Doris Kahane, Lea Grundig oder Gerhard Kettner zu „sinnlichen Kompositionen“. Noch zwei Jahre vor ihrem Tod malte Kahane das Pastell Roter See (Moa Moa). In Zusammenarbeit mit dem Ministerium für Kultur und dem Verband Bildender Künstler der DDR veranstaltete die Universidad de Chile 1967 in ihrem großen Ausstellungssaal eine „repräsentative Grafikausstellung der DDR“ mit hundert Blättern, die überwiegend aus Arbeiten von Kahane bestand. Die Ausstellung wurde bis Ende desselben Jahres in Montevideo (Uruguay) sowie Rio de Janeiro (Brasilien) gezeigt und von Doris Kahane mit Vorträgen begleitet. Ihre Aufgabe war es, Beziehungen zu den lateinamerikanischen Verbänden auszubauen und zu festigen. Sie gehörte mit Wolfgang Frankenstein zu den wenigen Künstlern, die Chile unter der Präsidentschaft Salvador Allendes 1971 auf einer kulturpolitischen Reise besuchten.
Zu den Zeitgenossen und Weggefährten, die sie porträtierte, gehören u. a. Viktor Klemperer und seine Frau Eva, Anna Seghers, Ludwig Renn, Greta Kuckhoff, Wilhelmine Schirmer-Pröscher. Ihr Bildnis Hermann Kants wurde 1969 in einer Publikation des Verbands der Bildenden Künstler der DDR als „gelungene Mischung aus Repräsentanz und Intimität“ gelobt.
Doris Kahane war Mitglied des Verbands Bildender Künstler der DDR. Sie hatte in der DDR und im Ausland eine bedeutende Zahl von Einzelausstellungen und Ausstellungsbeteiligungen, u. a. von 1962 bis 1978 in Dresden an der Fünften und VI. Deutsche Kunstausstellung und der VII. und VIII. Kunstausstellung der DDR. Bilder Doris Kahanes befinden sich u. a. im Kunstarchiv Beeskow, weitere Werke im Archiv der Akademie der Künste und im Privatbesitz ihrer Familie.

## Fotografische Darstellung Doris Kahanes
- Christian Borchert: Die Malerin Doris Kahane in ihrer Wohnung (1975)[29]

## Werkbeispiele

### Tafelbilder
- Viktor Klemperer (vor 1960)[30]
- Dr. Wilhelm Liebenow (Öl, 1964)[31]
- Grete Wittkowski (Gouache, 1967)[32]
- Dr. H. Gummel (Gouache, 1967)[33]
- Hermann Kant (Öl, 1967)[34]
- Dr. H. B. (Gouache, 1971)[35]
- Franz Dahlem (Öl, 1971)[36]

### Druckgrafik
- Indische Tage (zwei Holzschnitte, um 1962)[37]
- Anna Seghers (Lithografie, um 1969)[38]
- Greta Kuckhoff (Radierung, o. J.; u. a. im Kunstarchiv Beeskow)
- Prof. Steenbeck (Lithografie, 1971)[39]
- Wir klagen an (um 1965)[40]
- In Vietnam gibt es Kinder (Farblithografie, 50 × 36 cm; 1972)[41]

### Buchillustrationen
- Nasim Hikmet: Gedichte. Verlag Volk und Welt, Berlin, 1959 (mit Reproduktionen von neun Holzschnitten)
- Satyanarayan Sinha: Munna und Munni. Alfred Holz Verlag, Berlin, 1966

### Publizierte Essays
- Bei den Helden von Dien Bien Phu. In: Bildende Kunst, Berlin, 1958, S. 347–349
- Armenisches Kunsthandwerk. In: Bildende Kunst, Berlin, 1968, S. 406–408

## Postume Ausstellungen (unvollständig)
Einzelausstellungen
- 1977: Berlin, Kleine Galerie Pankow ("Doris Kahane. Aquarelle – Zeichnungen – Grafik.")
- 1977: Berlin, Galerie im Turm ("Doris Kahane. Malerei, Grafik. Gedenkausstellung.")

Gruppenausstellungen
- 2021: Berlin, Schloss Biesdorf ("Zeitumstellung/Time Change")
- 2025: Berlin, Schloss Biesdorf ("Worin unsere Stärke besteht - to be continued")